# Umberto Sampietro
Umberto Sampietro (Borgosesia, 19 marzo 1902 – 9 luglio 1977) è stato un politico italiano.
Salì alla ribalta delle cronache nel luglio del 1950 per aver protestato al ristorante, insieme ai colleghi di partito Oscar Luigi Scalfaro e Vittoria Titomanlio contro una signora che cenava con le spalle nude: l'episodio fu quindi oggetto di un'interrogazione parlamentare alla Camera, in quanto l'altra commensale presentò querela ritenendosi offesa.